# Alfred Messenger
Alfred Messenger (Birmingham, Reino Unido; 4 de diciembre de 1887-1968) fue un gimnasta artístico británico, medallista de bronce olímpico en Estocolmo 1912 en el concurso por equipos "sistema europeo".

## Carrera deportiva
En las Olimpiadas celebradas en Estocolmo (Suecia) en 1912 consigue el bronce en el concurso por equipos "sistema europeo", tras los italianos (oro) y los húngaros (plata), y siendo sus compañeros de equipo los gimnastas: William Cowhig, Sidney Cross, Harold Dickason, Herbert Drury, Bernard Franklin, Leonard Hanson, Samuel Hodgetts, Charles Luck, William MacKune, Ronald McLean, Albert Betts, Henry Oberholzer, Edward Pepper, Edward Potts, Reginald Potts, George Ross, Charles Simmons, Arthur Southern, William Titt, Charles Vigurs, Samuel Walker y John Whitaker.